# Gustav Thöni
Gustav Thöni (n. 28 februarie 1951, Stelvio, Trentino-Tirolul de Sud, Italia) este un schior alpin ce a reprezentat Italia, medaliat olimpic. A participat la 3 ediții ale Jocurilor Olimpice (1972, 1976, 1980) în care a câștigat o medalie de aur și două medalii de argint.